# 警察總局
警察總局（葡萄牙語：Serviços de Polícia Unitários），是中华人民共和国澳門特別行政區政府保安司轄下的部門。澳門特別行政區政府於2001年正式在治安警察局、司法警察局以及當時的水警稽查局之上建立「總局」級別的警察總局，並規定該部門的首長為主要官員之一，以回應澳門特別行政區基本法所訂只有一位作為主要官員的警察部門主要負責人的要求。局長是需要經中央人民政府任命。歷任局長均是治安警察局局長出身，現任局長是梁文昌。2024年2月1日起，金融情報辦公室併入警察總局內增設具技術及運作獨立性的從屬機構，以履行新增的職責。
警察總局下分為兩局：
- 治安警察局

簡稱治安警，負責社會治安、秩序及出入境。
- 司法警察局

簡稱司警，負責刑事案件調查，是便衣出勤的。

## 職責
- 指揮及領導其屬下警務機構執行行動，但不影響警務機構的專屬職權；
- 在民防體系協調方面統籌規劃和提供技術支援，以及向安全委員會提供技術、行政及後勤支援；
- 參與預防及打擊有關清洗黑錢、資助恐怖主義及資助大規模毀滅性武器擴散的犯罪活動；
- 命令屬下警務機構執行任務；
- 有效調配屬下警務機構在行動上的資源；
- 集中處理及統籌刑事調查的一切工作，但不影響賦予司法當局在職務上的領導權，且不妨礙授予作為刑事警察機關的各屬下警務機構的技術自主權和專屬權限；
- 以包括資料互聯在內的任何合法方式搜集、分析、處理及發佈為履行職責所需的一切情報及資料；
- 監督屬下警務機構執行計劃、指令和任務；
- 集中收集及分析懷疑實施清洗黑錢犯罪、資助恐怖主義犯罪及資助大規模毀滅性武器擴散犯罪的資料；
- 向澳門特別行政區或以外的主管實體提供藉上項分析所得的重要資料；
- 促進與澳門特別行政區或以外的公共或私人實體的交流和合作；
- 促進澳門特別行政區簽訂諒解備忘錄、區際協議或其他國際法文書，以履行有關職責；
- 有權審查屬下警務機構執行行動的能力。

## 組織法例
- 第1/2001號法律（2001年1月29日《澳門特別行政區公報》）設立澳門特別行政區警察總局。
- 第9/2002號法律（2002年12月9日《澳門特別行政區公報》）訂定澳門特別行政區內部保安綱要法 – 廢止十二月二十六日第76/90/M號法令及六月二十二日第26/98/M號法令。─ 經第1/2017號及第26/2020號法律所修改。
- 第5/2009號行政法規（2009年3月16日《澳門特別行政區公報》）核准警察總局的組織與運作。─ 經第13/2017號行政法規修改、經第20/2021號行政法規修改並重新公佈及經第3/2024號行政法規修改。
- 第142/2021號保安司司長批示（2021年12月6日《澳門特別行政區公報》）核准經第20/2021號行政法規修改及重新公佈的第5/2009號行政法規《警察總局組織與運作》第二十條第三款所指的附設人員。
- 第26/2023號行政命令（2023年6月19日《澳門特別行政區公報》）修改警察總局人員編制。
- 第6/2024號保安司司長批示（2024年1月29日《澳門特別行政區公報》）核准金融情報辦公室內部規章。

## 歷任首長
1. 白英偉（2001年9月17日－2014年12月19日）
2. 馬耀權（2014年12月20日－2019年12月19日）
3. 梁文昌（2019年12月20日－）